# Anthonie Verstraelen
Anthonie Verstraelen ou Antonie Verstralen , Anthonie van Stralen, Antoni Verstraelen, Antonie Verstraelen, également dit Anthony Rays, né à Gorinchem en 1594 et mort à Amsterdam en 1641, est un paysagiste hollandais, célèbre pour ses scènes hivernales.

## Biographie
La famille Van Stralen est originaire de  Weert où son père, Gillis van Stralen, était marchand de tissus. Ils ont déménagé à Gorinchem entre 1584 et 1590, probablement en raison de la progression des armées d'Alexandre Farnèse, duc de Parme.
Il a été marié le 11 novembre 1628, âgé de 34 ans, à Magdalena Bosijn d'Amsterdam (De Vries 1886), puis vers 1635 avec Catalijntje van Oosten originaire d'Anvers, avec laquelle il s'est installé à Amsterdam dans la Oude Spiegelstraat où ils eurent deux enfants.
Il a été enterré dans le  Westerkerk en 1641, et en 1644, la vente de ses peintures a procuré deux cents florins à ses deux enfants. La mère s'est remariée avec leur tuteur Emmanuel Jacobsz. van Hoogerheijm, un bon peintre de Leyde.

## Œuvre
Ses meilleures œuvres ont souvent été confondues au cours des siècles avec celles d'Hendrick Avercamp. Il est célèbre pour ses représentations de joyeux patineurs : au centre d'une vaste perspective, les personnages vêtus avec raffinement et coiffés de chapeaux, appartiennent à la bonne société. Ils jouent au kolf. Dans le lointain on voit un fleuve ou un canal gelé qui traverse un village.
- Paysage d'hiver (vers 1623), huile sur panneau, 26 × 43 cm, Mauritshuis, La Haye[4]
- Jeux sur la glace, huile sur panneau, 22 × 27 cm, musée Pouchkine, Moscou[5]
- Paysage d'hiver avec des figures patinant et s'amusant sur la glace, huile sur panneau, 20 × 31 cm, Collection privée, Vente Christie"s 2010[6]
- Paysage d'hiver avec patineurs, huile sur panneau, 30 × 47 cm, Galerie George de Jonckheere, Paris 2003[2]